# コトジツノマタ
コトジツノマタ（琴柱角叉、学名:Chondrus elatus）は紅藻の真正紅藻綱に属するスギノリ科ツノマタ属の海苔の1種である。

## 生息地域
日本では本州の太平洋沿岸の茨城県以南に分布する。かいそう（海藻）、けーそー、ながまた（長又）と呼んでいる地方もある。
千葉県の外房地域では単に「海藻（本海藻）」と呼んだ場合には、コトジツノマタを指す。

## 外観
高さは25センチメートルほど。細く、扁平であり、上部で数回叉状に枝分かれする。色は赤褐色や暗紫紅色。手触りは硬い。

### 類似する海藻
ツノマタと比較した場合、コトジツノマタのほうが赤味があり、ツノマタのほうが褐色をしている。

## 利用
カラギーナンの含有量が多く、日本海側で採れるエゴノリ同様に食用として利用される。
コトジツノマタをコンニャク状に固めたものを千葉県銚子市ではかいそう、茨城県鹿島灘沿岸では海藻寄せとして食されている。

## 名称

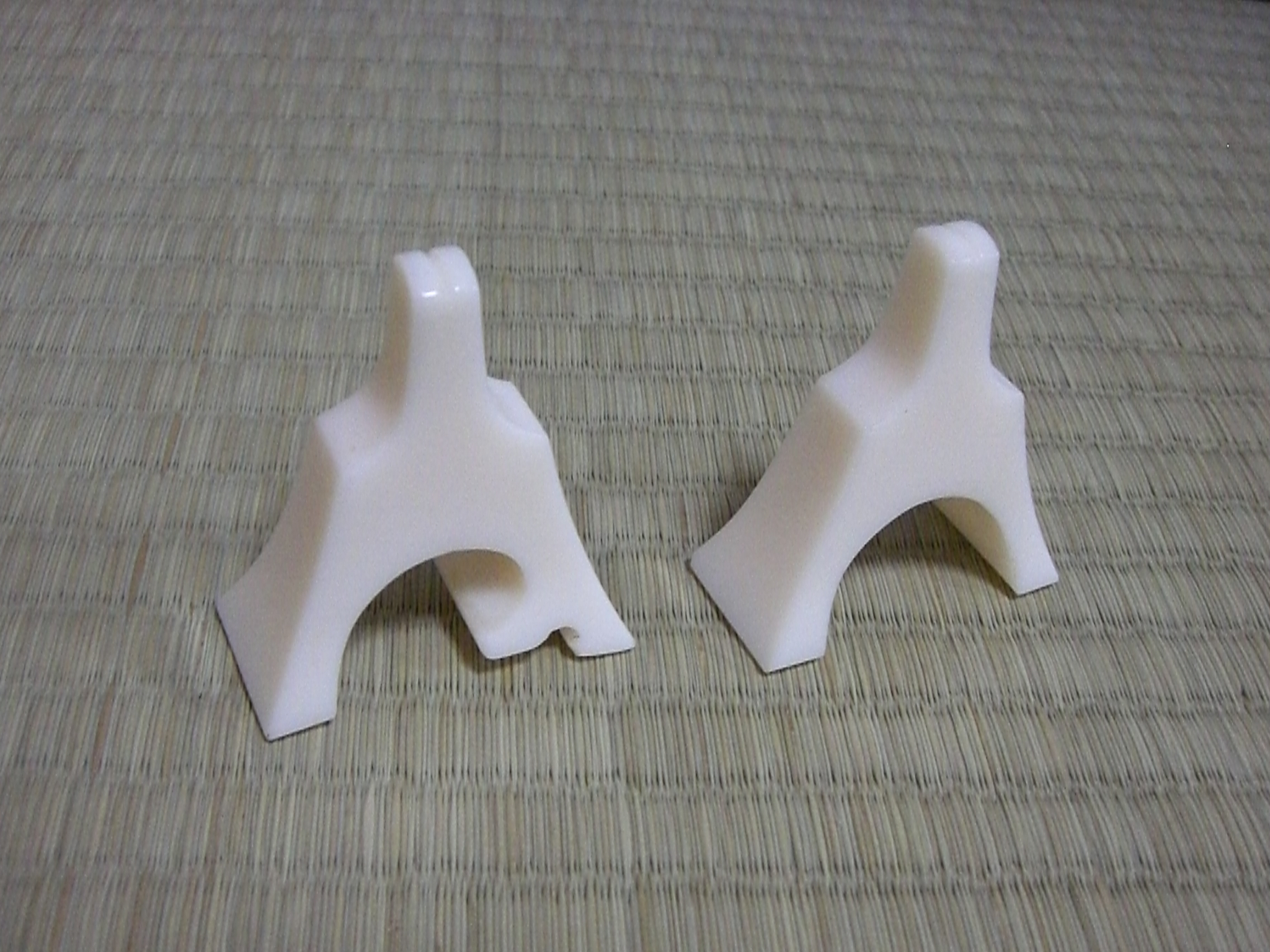
琴柱

海藻の先端が箏の弦を保持する駒である「琴柱（ことじ）」に似ることから、「ツノマタ」は鹿の角のように股状になっていることが名前の由来である。